# Gare de Calais-Maritime
Gare de Calais-Maritime vasútállomás Franciaországban, Calais településen.

## Vasútvonalak
Az állomást az alábbi vasútvonalak érintik:
- Boulogne–Calais-vasútvonal

## Kapcsolódó állomások
A vasútállomáshoz az alábbi állomások vannak a legközelebb: